# Darwin Karr
Darwin Karr (Almond, 25 luglio 1875 – Los Angeles, 31 dicembre 1945) è stato un attore statunitense.
Era sposato con l'attrice Florence Bindley.

## Biografia
Nato nello Stato di New York, ad Almond, Darwin Karr fece il suo debutto come attore cinematografico nel 1911, in un cortometraggio prodotto dall'Edison Company. Nello stesso anno, ebbe come partner l'attrice Mary Fuller in A Modern Cinderella, dove lui impersonava il principe Azzurro.
Nella sua carriera, che si svolse esclusivamente all'epoca del muto, girò quasi centoventi film, gran parte dei quali erano cortometraggi a uno o due bobine. Nel solo 1912, partecipò a trentotto pellicole. Lavorò con frequenza fino al 1916, poi le sue apparizioni sullo schermo si diradarono. Dal 1918 al 1922, girò solo tre film, l'ultimo dei quali fu The Sin Flood del 1922, dove fu diretto da Frank Lloyd.

## Filmografia
- That Winsome Winnie Smile - cortometraggio (1911)
- Eugene Wrayburn - cortometraggio (1911)
- The Girl and the Motor Boat, regia di Ashley Miller - cortometraggio (1911)
- A Modern Cinderella, regia di J. Searle Dawley - cortometraggio (1911)
- Willie Wise and His Motor Boat, regia di Ashley Miller - cortometraggio (1911)
- The Ghost's Warning, regia di Ashley Miller - cortometraggio (1911)
- The Story of the Indian Ledge, regia di Ashley Miller - cortometraggio (1911)
- Hands Across the Sea in '76, regia di Lawrence B. McGill - cortometraggio (1911)
- Parson Sue - cortometraggio (1912)
- A Solax Celebration, regia di Alice Guy - cortometraggio (1912)
- Mignon, regia di Alice Guy - cortometraggio (1912)
- Mrs. Cranston's Jewels, regia di Alice Guy - cortometraggio (1912)
- Lend Me Your Wife - cortometraggio (1912)
- A Terrible Lesson, regia di Alice Guy - cortometraggio (1912)
- God Disposes, regia di Alice Guy - cortometraggio (1912)
- The Animated Bathtub, regia di Alice Guy - cortometraggio (1912)
- A Prisoner in the Harem, regia di Herbert Blaché (1913)
- The Fight for Millions, regia di Herbert Blaché (1913)

- As Ye Sow – cortometraggio (1913)

- The Mischief Maker, regia di Frederick A. Thomson - cortometraggio (1914)
- An Officer and a Gentleman, regia di Harry Lambart - cortometraggio (1914)
- The Idler, regia di Tefft Johnson - cortometraggio (1914)
- Her Husband
- The Silver Snuff Box
- Mr. Barnes of New York
- The Spirit and the Clay
- Private Dennis Hogan
- The Wrong Flat, regia di Harry Lambart - cortometraggio (1914)
- A Study in Feet, regia di Harry Lambart - cortometraggio (1914)
- The Ageless Sex
- His Unknown Girl
- Kill or Cure, regia di Harry Lambart - cortometraggio (1914)

- Hearts and the Highway, regia di Wilfrid North (1915)

- The Call of the Sea, regia di Joseph Byron Totten (1915)

- Folly (1916)

- Fool's Gold (1916)

- Her Naked Soul, regia di Lawrence C. Windom (1916)

- The Unbeliever, regia di Alan Crosland (1918)
- Sogno e realtà (Suds), regia di John Francis Dillon (1920)
- The Sin Flood, regia di Frank Lloyd (1922)